# Maison de la culture de Bourges
La maison de la culture de Bourges (également connue sous l'acronyme MCB) est un établissement public de coopération culturelle labellisé scène nationale. Elle occupe depuis 2021 un bâtiment conçu par l'agence d'architecture Ivars et Ballet de Tours. Elle offre au public deux salles de spectacle et deux salles de cinéma.
Ouverte en 1963, la maison de la culture de Bourges a été inaugurée en 1964 par le ministre des Affaires culturelles André Malraux. Comptant parmi les premiers établissements de ce type, elle occupait un bâtiment d'esthétique Art déco sur la place Séraucourt, édifié entre 1936 et 1938 et transformé pour son nouvel usage.
En septembre 2009, les salles de spectacle et leurs activités ont été transférées vers d'autres salles en vue d'une rénovation complète du bâtiment, mais face aux complications techniques et aux surcoûts, le projet a été abandonné en faveur de la construction d'un nouveau bâtiment.
La maison de la culture de Bourges a servi de rampe de lancement à plusieurs autres événements ou institutions culturels. De 1970 à 2011, elle a hébergé le Groupe de musique expérimentale de Bourges (GMEB), institut de musique électroacoustique créé et dirigé par les compositeurs Françoise Barrière et Christian Clozier. En 1977, Alain Meilland et Daniel Colling ont organisé le premier festival de chansons du Printemps de Bourges, produit par la maison de la culture jusqu'en 1982. De 2005 à 2007, la maison de la culture a accueilli le Festival international des scénaristes.

## Locaux

### Premiers locaux

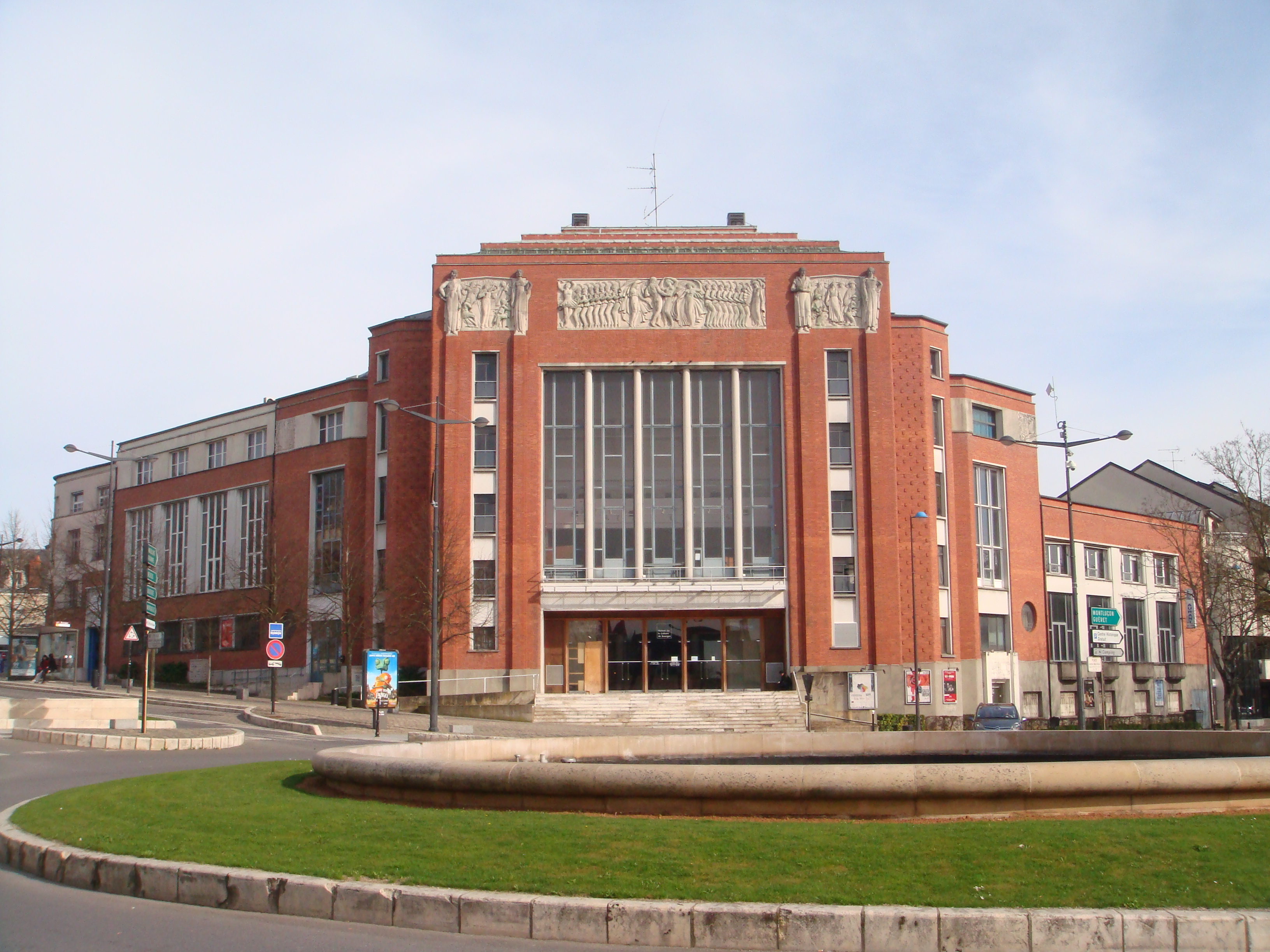
Le site en mars 2011.

À cet emplacement, se trouvait le Palmarium. La construction du bâtiment qui accueille aujourd'hui la Maison de la Culture remonte à l'entre-deux-guerres, entre 1936 et 1938. Destiné à devenir salle des fêtes, il a été édifié par l'architecte de la ville de Bourges, Marcel Pinon. Il prévoit pour l'aménagement intérieur plusieurs salles de spectacle ainsi que des lieux destinés à l'accueil du public. Le fronton est orné de bas-reliefs des sculpteurs François Popineau et Louis Thébault. Le projet original de Pinon prévoyait un complexe beaucoup plus vaste mais les travaux furent stoppés par l'invasion de la France par les Allemands en 1940.
Dans les années 1960, Raymond Boisdé, maire de Bourges, décide de reconfigurer l'intérieur du bâtiment. Sont alors créées deux salles de spectacle : le Grand théâtre (d'une capacité maximale de 916 places) et le Petit théâtre (d'une capacité de 350 places). Des salles d'exposition et une discothèque sont aussi aménagées. Un centre dramatique national dirigé par Gabriel Monnet s'installe dans les murs de l'édifice.
C'est à la même époque qu'André Malraux, alors ministre des Affaires culturelles, souhaite développer un concept apparu dans les années 1930, celui des maisons de la culture. Malraux étant un ami de Boisdé, Bourges et sa salle des fêtes sont choisies pour accueillir l'une d'elles.
La Maison de la Culture est d'abord inaugurée le 12 octobre 1963, puis une deuxième inauguration a lieu le 18 avril 1964 en présence d'André Malraux. Une dernière a lieu en 1965, en présence du général de Gaulle.
En 1994, le bâtiment est classé monument historique.

### Rénovation avortée

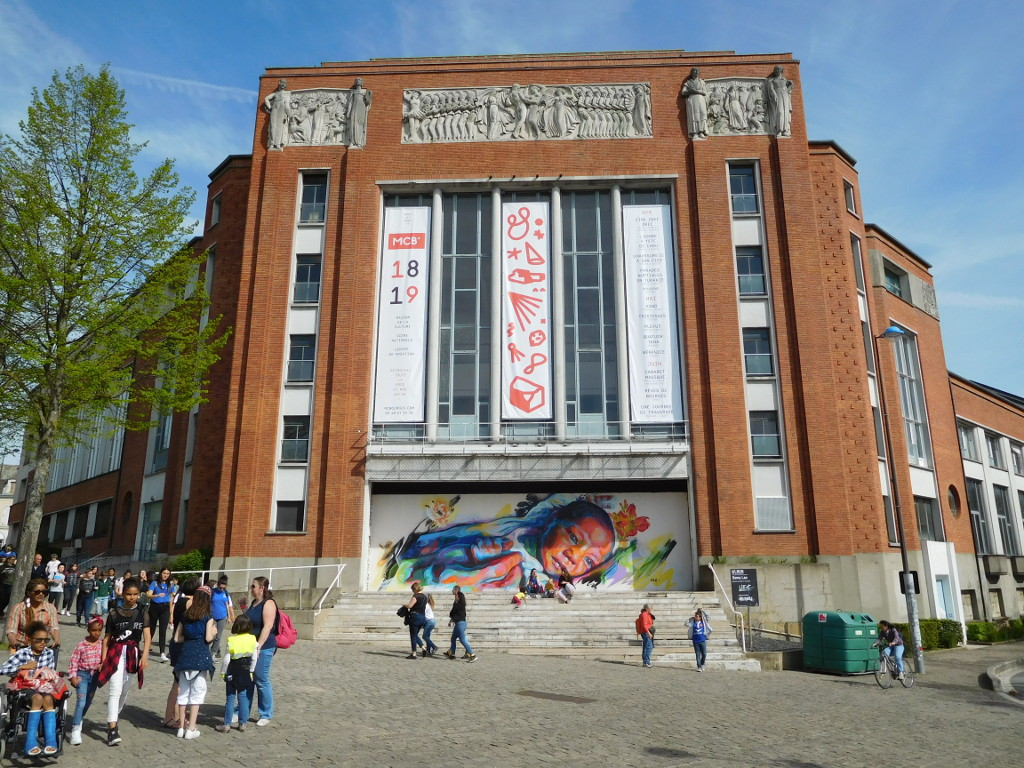
Maison de la culture inoccupée, en 2019.

L'établissement manquant de modernité, des projets de rénovation ont été mis en place. Une restructuration en profondeur était prévue, et depuis septembre 2009, l'activité des salles de spectacles a été transférée vers l'Auditorium, le théâtre Jacques-Cœur et le Hublot. Les travaux prévoyaient un agrandissement du centre grâce aux locaux inoccupés de l'ancienne école de musique, qui avait été déménagée vers un bâtiment neuf en 2007. Les travaux prévoient un rehaussement de la toiture, un remplacement de la charpente et la démolition de certaines parties. Le but est de moderniser les deux salles de théâtre, mal entretenues, avec une amélioration de l'acoustique notamment. Le restaurant devrait se situer au rez-de-chaussée et l'administration devrait s'installer dans les locaux inoccupés dans l'ancienne école de musique avec les salles destinées à l'accueil des artistes.
Les travaux, dont le coût initial était estimé à 12,7 millions d'euros, seront confiés au groupe Ingérop,. Toutefois, un conflit concernant la prise en charge de probables surcoûts a menacé le projet. Ces surcoûts atteindraient au minimum trois millions d'euros. La mairie annonce avec plus de précisions la répartition de la charge des coûts en février 2011. Au total, le coût des travaux se chiffre à dix-neuf millions d'euros, répartis entre la ville de Bourges (29,1 %), l'État avec la DRAC (24,1 %), le département (22 %), le FEDER de l'Union européenne (12,4 %) et la région Centre-Val de Loire (12,4 %).
Les travaux ont commencé en février 2012 : l'arrière du bâtiment est abattu et la façade protégée car classée au patrimoine historique. Les travaux sont interrompus en septembre en raison de la découverte de vestiges de thermes gallo-romains nécessitant des fouilles archéologiques. Face à ces nouveaux retards, entrainant de nouveaux surcouts, la ville de Bourges décide en juillet 2013 d'abandonner le site, et de construire un nouveau bâtiment à Séraucourt. Le devenir du monument historique n'est pas fixé. Divers projets sont envisagés, mais aucun de devrait être réalisé avant 2026.

### Nouveaux locaux
La nouvelle maison de la culture est implantée sur un dénivelé boisé de vingt mètres séparant la place Séraucourt et la rue Jean Bouin, non loin du site historique et à proximité du centre-ville. Des habitants s'opposent toutefois au projet, souhaitant une rénovation du site historique, et certains tentent d'établir une zone à défendre. Après l'échec des recours en justice, les 82 arbres sont abattus et le site terrassé en octobre 2016.
Entre novembre 2016 et avril 2017, des fouilles archéologiques préventives sont menées par sept personnes sur le site. Celles-ci permettent de déterminer que le lieu a été progressivement urbanisé entre la fin de la période gauloise et le début de l'ère gallo-romaine. Sont notamment mis en évidence des habitations, une rue, un four de potier et un puits ainsi que des céramiques remontant jusqu'au IIIe siècle av. J.-C.,. Les archéologues estiment que ces habitations sont regroupées dans un vaste domaine au IIIe siècle alors que sont mis en évidence une cour, des jardins, un péristyle et des caves peintes. Le site est enseveli par l'exploitation agricole dès le siècle suivant. À partir du XVIe siècle, une partie du site est exploitée pour son calcaire.
Chiffré à 36 millions d'euros, le nouveau bâtiment culmine à 27 mètres de haut depuis la rue Jean Bouin et 7,5 mètres depuis la place Séraucourt, du fait du dénivelé. Le complexe comprend une grande salle de 700 places assises (salle Gabriel Monnet), une salle modulable pouvant accueillir 600 personnes ou 200 sièges (Pina Bausch), une salle d'animation (Jean-Christophe Rufin), un restaurant de 60 couverts avec terrasse et deux salles de cinéma de 160 (Agnès Varda) et 120 places (Alice Guy). Pour les artistes, on trouve des loges, un foyer et une grande salle de répétition (René Gonzalez),.
Les travaux débutent en avril 2018 et mobilisent 50 à 100 ouvriers selon les étapes de construction. Retardée par le confinement de 2020, la nouvelle maison de la culture est finalement inaugurée le 10 septembre 2021 en présence de la ministre de la Culture Roselyne Bachelot.

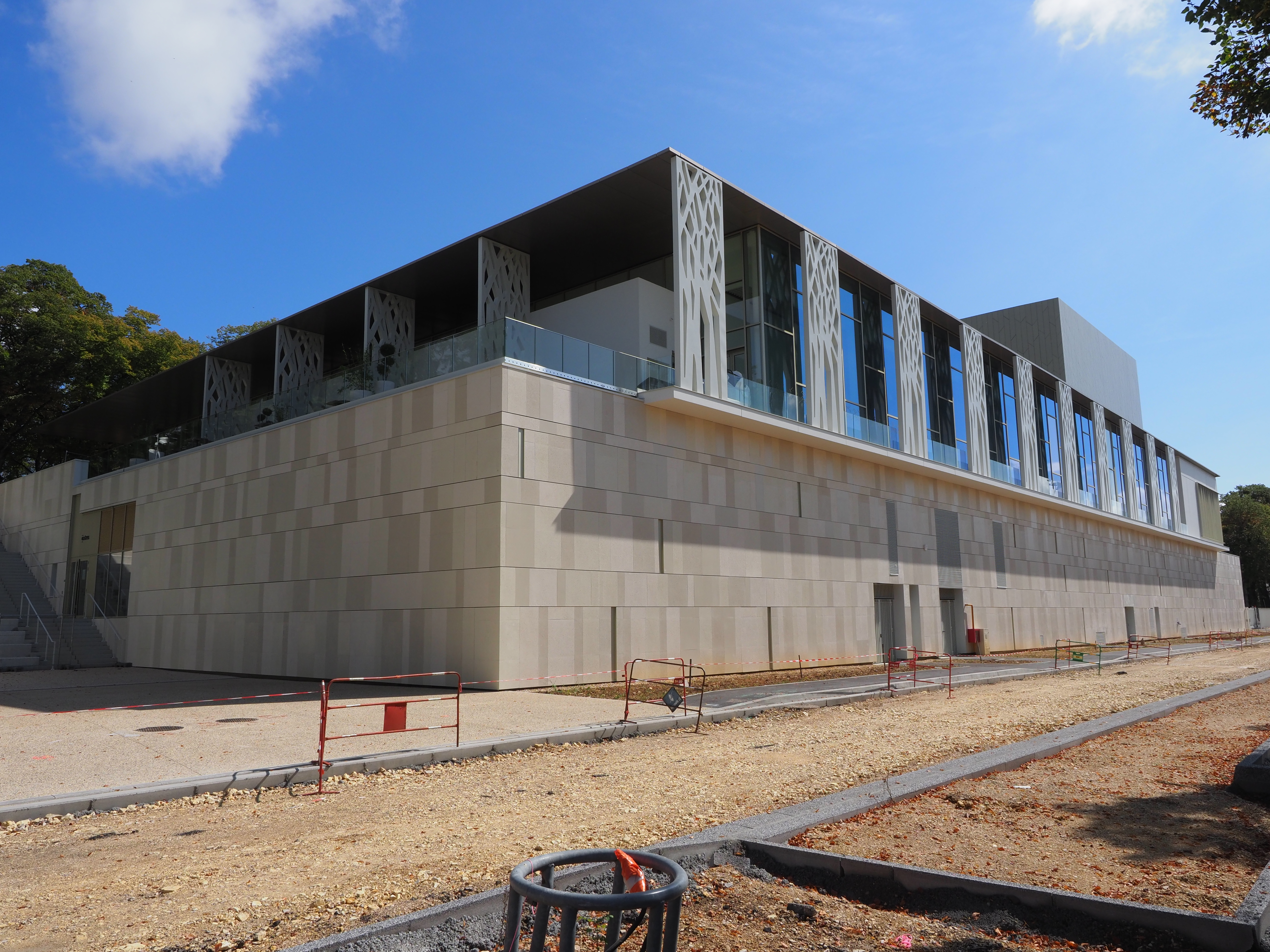
Maison de la culture depuis la rue Jean Bouin.
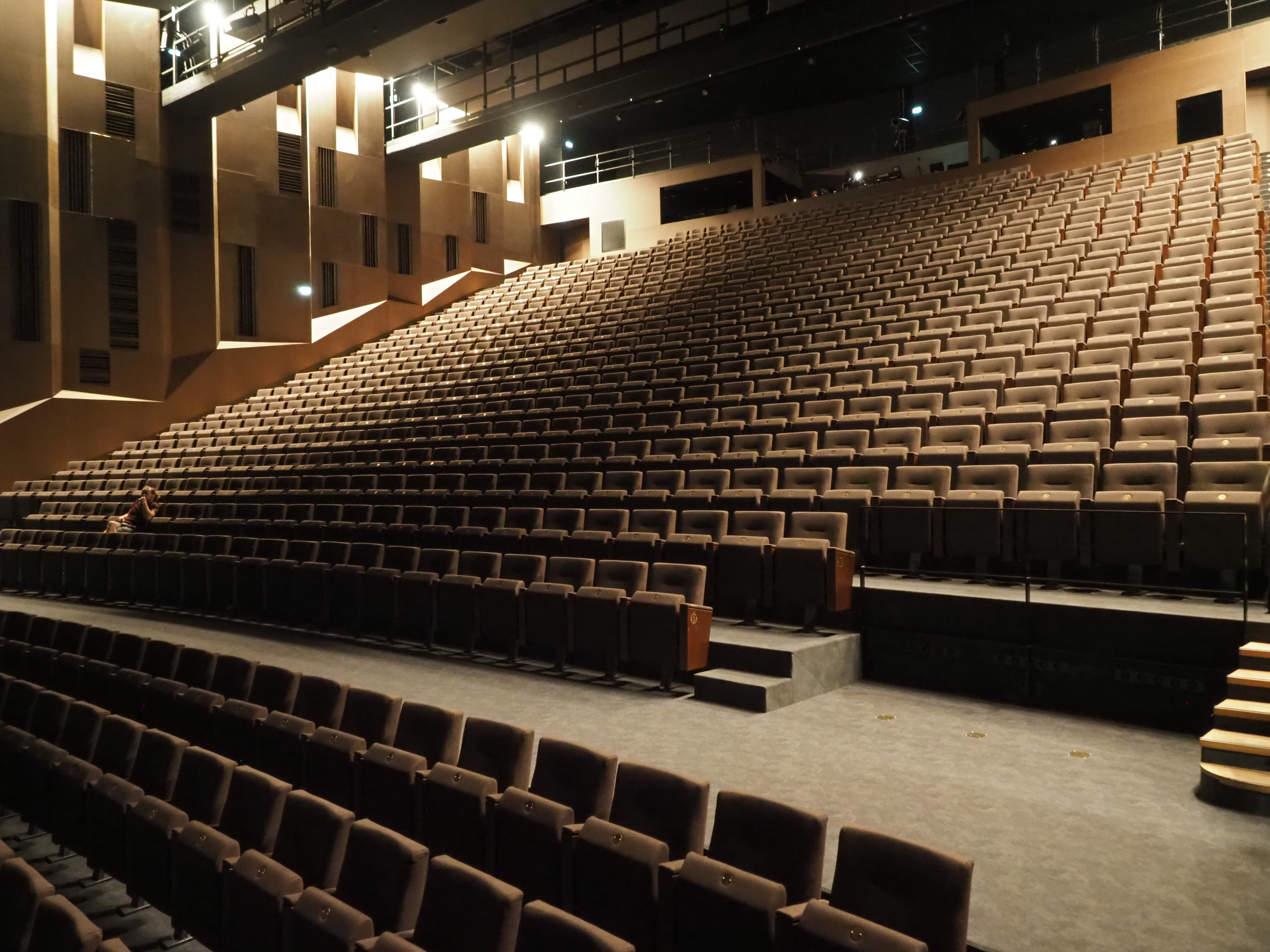
Grande salle Gabriel Monnet.
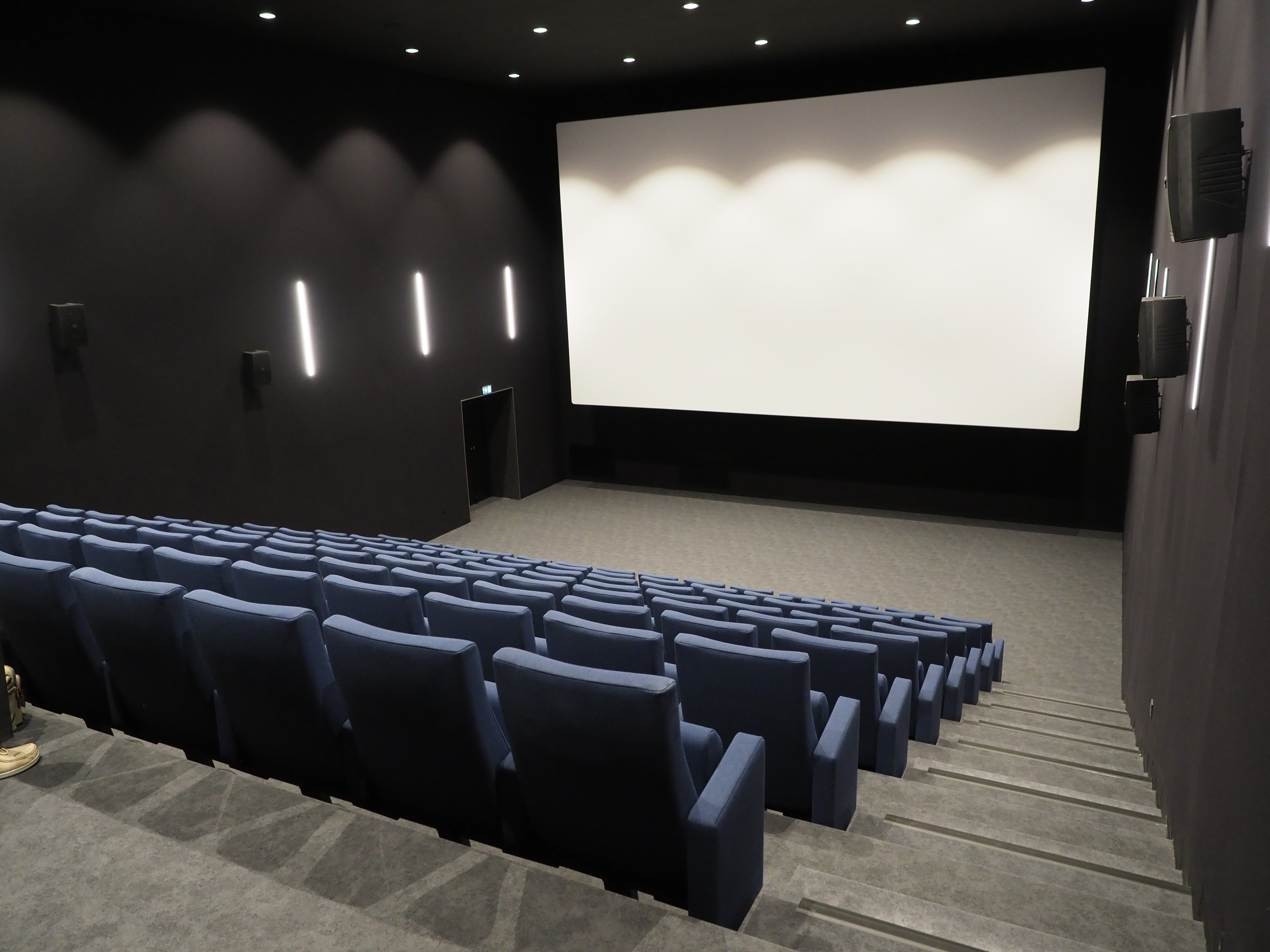
Petite salle de cinéma.

## Direction
- Gabriel Monnet (1963 - 1969)
- Max Croce (1969 - 1972)
- Yves Robault (1972 - 1974)
- Jean-Christophe Dechico (1975 - 1981)
- Henri Massadau (1982 - 1998)
- Gilbert Fillinger (1998 - 2005)
- Pierre-François Roussillon (2005 - 2010)
- Olivier Atlan (depuis 2011)